# Kentaur 2013
V1369 Kentaur takođe poznat kao Nova Kentaur 2013 bio je svetla nova u sazvežđu Kentaur koja se dogodila 2013. Otkrio ju je 2. decembra 2013. amaterski astronom Džon Sič u Australiji sa magnitudom od 5,5. Dana 14. decembra 2013. dostigla je maksimum od oko 3,3 magnitude, što je čini najsjajijom novom do sada u ovom milenijumu.
Nova Kentaur 2013 je posmatran kako emituje gama-zrake između 7. i 10. decembra 2013. svemirskim teleskopom Fermi. Nova je nastavila da svetli gama zracima i vrh se poklopio sa drugim optičkim maksimumom 11. decembra 2013. godine.
Misija brze eksplozije gama zraka detektovala je rendgensku emisiju iz Nove Kentaur 2013 tokom 18. i 25. februara 2014. i 8. marta 2014.
U julu 2015. godine objavljeno je da je litijum otkriven u materijalu izbačenom iz Kentaura 2013. Ovo je prvi put da je litijum otkriven u sistemu nove. Otkrivena količina bila je manja od milijarditog dela mase Sunca. Ovo otkriće je značajno jer podržava teoriju da dodatni litijum koji se nalazi u zvezdama Populacije I (u poređenju sa zvezdama Populacije II) potiče od nova.

## Spoljašnje veze
- Naked-Eye Nova in Centaurus
- Light Curve Generator: AAVSO Data for Nova CEN 2013
- International Variable Star Index
- Central Bureau for Astronomical Telegrams – Transient Object Followup Reports – PNV J13544700-5909080